# Херман фон Бланкенбург
Херман I фон Бланкенбург (на немски: Hermann I von Blankenburg; † октомври 1303) е от 1296 до 1303 г. епископ на Халберщат.

## Произход
Той е вторият син на граф Зигфрид III фон Бланкенбург († сл. 1283) и съпругата му графиня Мехтхилд фон Волденберг († 1265/1269), дъщеря на граф Херман I фон Волденберг-Харцбург († 1243/1244) и София фон Еверщайн († сл. 1272). Брат е на граф Хайнрих II фон Бланкенбург и на Бурхард II фон Бланкенбург, архиепископ на Магдебург († 18 май 1305). Роднина е на Райнхард фон Бланкенбург († 1123), епископ на Халберщат (1107 – 1123).
На 8 септември 1296 г. Херман I фон Бланкенбург е избран за епископ на Халберщат от капитела на Халберщат след напусналия през 1295 г. епископ Фолрад фон Кранихфелд († сл. 1298).